# San Marinos flagga

San Marinos statsflagga

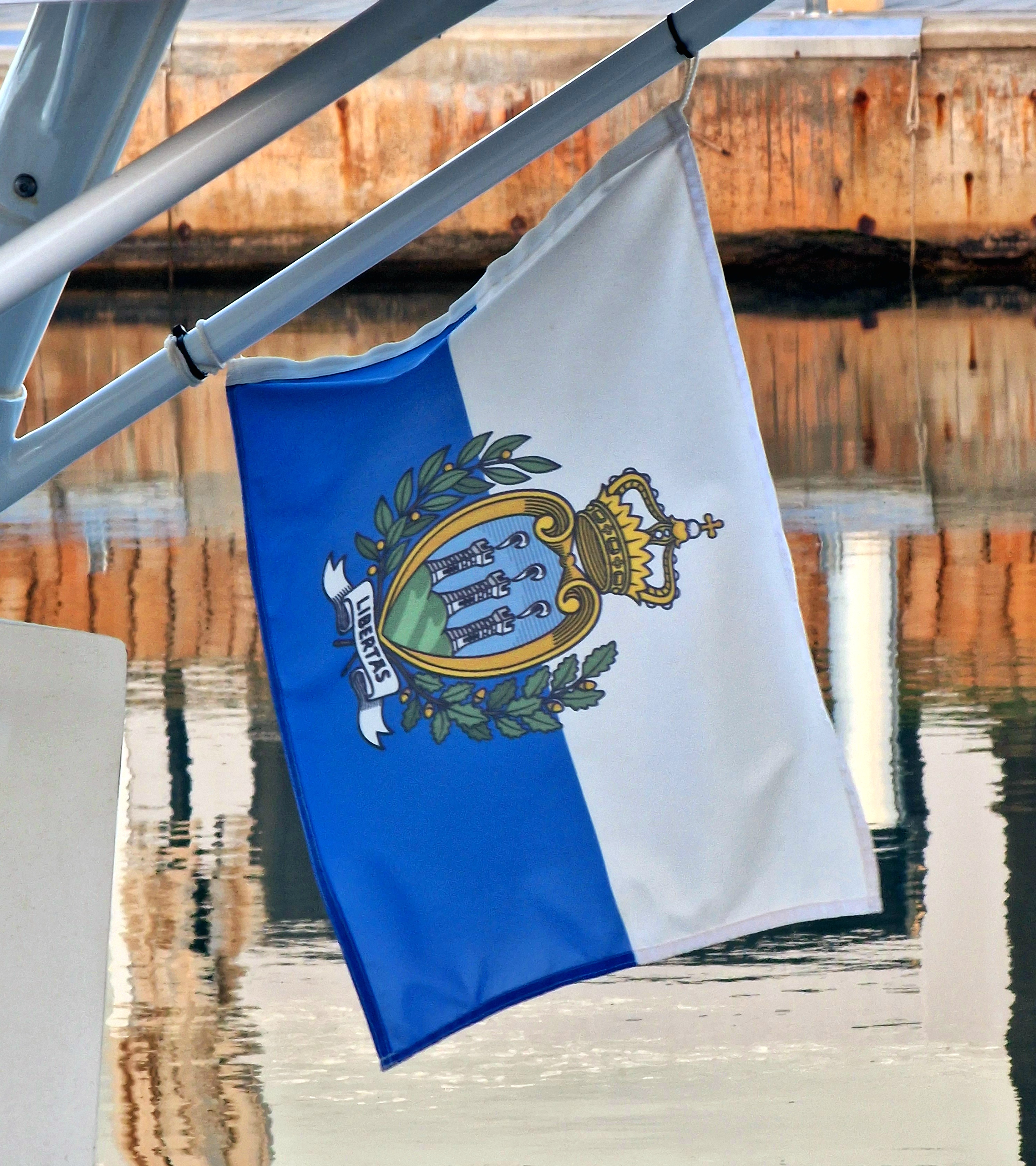
San Marinos flagga på en båt i Spanien.

San Marinos flagga antogs officiellt den 6 april 1862. Flaggans proportioner är 3:4. Den vita färgen i flaggan står för snön som täcker berget Monte Titano om vintern och det blå symboliserar himlen. Flaggan erkändes som statsflagga av Napoleon 1799, men blev inte officiell nationsflagga förrän 1862 då statsbildningen ingick ett avtal med det nybildade kungariket Italien. I officiella sammanhang används en statsflagga, där den vanliga civila flaggan beläggs med statsvapnet.